# Doratulina aberrans
Doratulina aberrans är en insektsart som beskrevs av William Lucas Distant 1918. Doratulina aberrans ingår i släktet Doratulina och familjen dvärgstritar. Inga underarter finns listade i Catalogue of Life.